# Уильям Сароян (совместный выпуск марок)

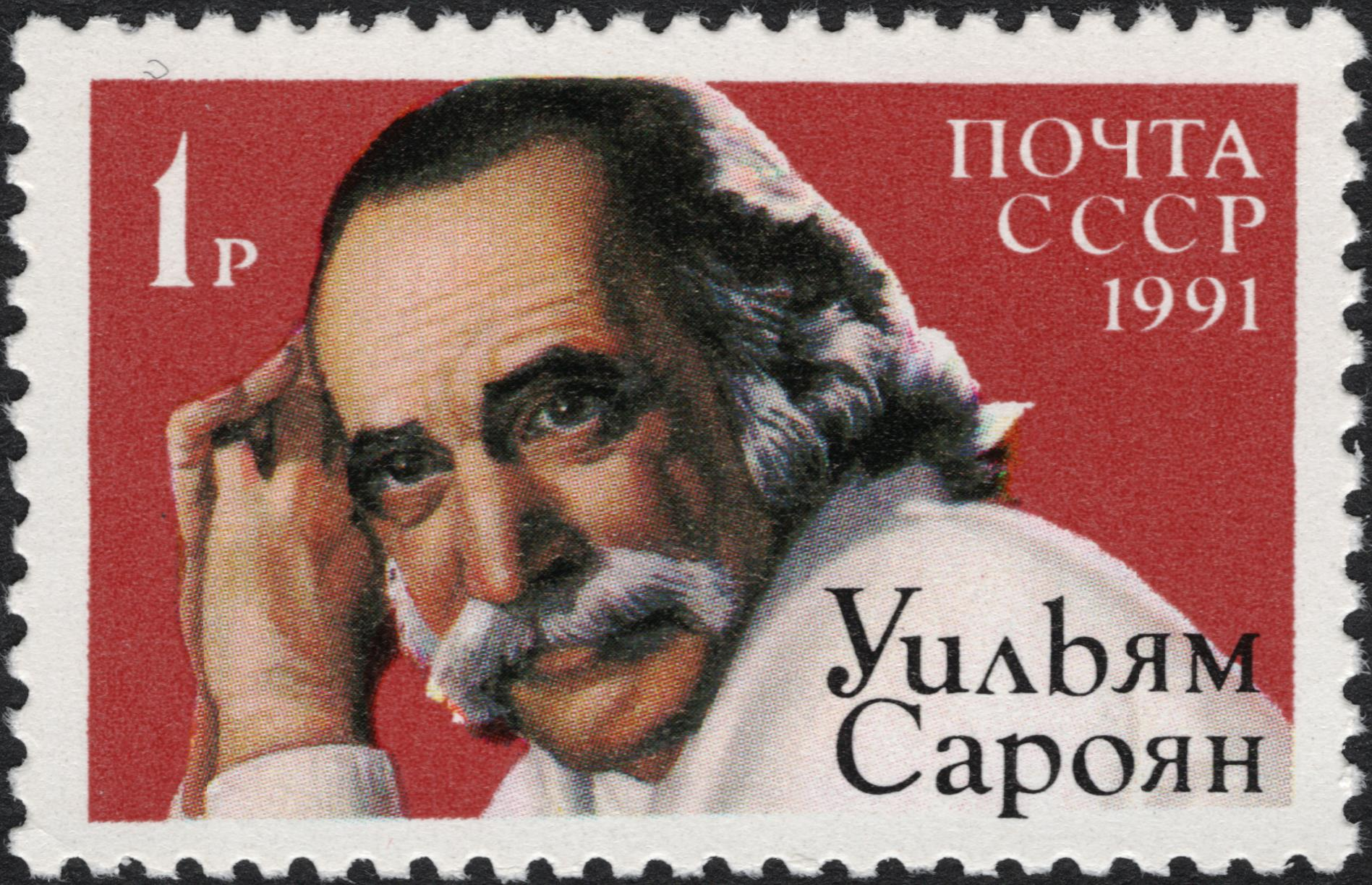
Уильям Сароян. СССР, 1991

Уи́льям Сароя́н (англ. William Saroyan) — третий из трёх совместных выпусков СССР и США почтовых марок и последний из пяти совместных выпусков СССР. Этот выпуск, который составляют одиночные почтовые марки, посвящён Уильяму Сарояну, американскому писателю и драматургу армянского происхождения. Художник выпуска — Иван Мартынов. Дата выпуска 22 мая 1991 года.
Уильям Сароян (1908—1981) хорошо известен как выдающийся мастер рассказа, который в своём творчестве сумел объединить традиции русского новеллиста Антона Чехова и американского Шервуда Андерсона. Уильям Сароян любит людей, и его герои видят за разнообразными человеческими недостатками светлое и доброе начало. В 1939 году он ставит пьесу «Время твоей жизни», которая получила Пулитцеровскую премию. За свою долгую писательскую карьеру Сароян написал сотни рассказов, эссе, романов, пьес и автобиографических произведений и выпустил более 40 книг. Его называли «одним из самых выдающихся литературных деятелей середины XX века», в его честь была поставлена статуя в Армении.

## Творчество Уильяма Сарояна
Уильям Сароян (1908—1981) хорошо известен как выдающийся мастер рассказа, который в своём творчестве сумел объединить традиции русского новеллиста Антона Чехова и американского Шервуда Андерсона. Уильям Сароян любит людей, и его герои видят за разнообразными человеческими недостатками светлое и доброе начало.
Писатель Уильям Сароян родился 31 августа 1908 года во Фресно, штат Калифорния, США в семье армянских иммигрантов. Он провёл несколько лет в Европе, прежде чем окончательно поселиться во Фресно. В 1939 году он ставит пьесу «Время твоей жизни», которая получила Пулитцеровскую премию. Однако Сароян отказался от премии, поскольку считал, что она была «не более великой или хорошей», чем всё остальное, что он написал. В 1948 году по этой пьесе был снят фильм Время твоей жизни с Джеймсом Кэгни в главной роли.
В 1979 году он был введён в Зал славы американского театра. Умер Сароян 18 мая 1981 года во Фресно. За свою долгую писательскую карьеру Сароян написал сотни рассказов, эссе, романов, пьес и автобиографических произведений и выпустил более 40 книг. Его называли «одним из самых выдающихся литературных деятелей середины XX века», в его честь была поставлена статуя в Армении.
Уильям Сароян (англ. William Saroyan) — третий и последний совместный выпуск СССР и США — выпуск одиночных почтовых марок. Этот выпуск посвящён Уильяму Сарояну, американскому писателю и драматургу армянского происхождения. Дата выпуска 22 мая 1991 года.
Верификация совместного выпуска.
- Советский однолетний каталог почтовых марок СССР 1991 года: «Совместный советско-американский выпуск»[3].
- Американская «Компания загадочных марок»: «Совместный выпуск: Россия № 6002» (англ. Joint Issue: Russia #6002) — одна марка[2].
- Американский каталог «Скотт», СССР: «Смотрите № 2538 Соединённых Штатов» (англ. See United States No. 2538) — одна марка[4].
- Немецкий каталог «Михель», СССР: «Совместный выпуск c № 2136 США» (нем. Parallelausgabe mit USA MiNr. 2136) — одна марка[5].
- Американский каталог «Скотт», США: «Смотрите № 6002 России» (англ. See Russia No. 6002) — одна марка[6].
- Немецкий каталог «Михель», США: «Совместный выпуск c № 6201 Советского Союза» (нем. Parallelausgabe mit Sowjetunion MiNr. 6201) — одна марка[7].

## Названия совместного выпуска
Общего названия совместного выпуска не существует. Имеются только названия выпусков, советского и американского, составляющих совместный выпуск. Стандартных названий одиночных почтовых марок также не существует, в каждом каталоге марок используются свои собственные названия. Иногда они совпадают друг с другом. Название выпусков передаёт взгляд каталога и страны, где выпущен каталог, на причину выпуска и тематику почтовых марок.
| № | Страна | Каталог СССР (№ ЦФА)              | Каталог «Скотт»                                                     | Каталог «Михель»                                                                      | Каталог «Стэнли Гиббонс» | Каталог «Ивер и Телье» |
| - | ------ | --------------------------------- | ------------------------------------------------------------------- | ------------------------------------------------------------------------------------- | --- | --- |
| 1 | СССР   | Уильям Сароян (1908—1981). № 6324 | — № 6002                                                            | 10-я годовщина смерти Уильяма Сарояна (нем. 10. Todestag von William Saroyan). № 6201 | Десятая годовщина смерти Уильяма Сарояна (писателя) (англ. Tenth Death Anniversary of William Saroyan (writer)). № 6256                                                                   | В честь американского писателя армянского происхождения Уильяма Сарояна (1908-1981) (фр. Hommage à l'écrivain américain d'origine arménienne William Saroyan (1908-1981)). № 5860 |
| 2 | США    | —                                 | Серия «Литературное искусство» (англ. Literary Arts Series). № 2538 | Уильям Сароян (нем. William Saroyan). № 2136                                          | Литературное искусство. 10-я годовщина смерти Уильяма Сарояна (драматурга и романиста). (англ. Literary Arts. 10th Death Anniversary of William Saroyan (dramatist and novelist)). № 2578 | В честь американского писателя армянского происхождения Уильяма Сарояна (1908-1981) (фр. Hommage à l'écrivain américain d'origine arménienne William Saroyan (1908-1981)). № 1942 |

## Описания рисунков марок
Художник марки — Иван Мартынов. Рисунок марки сделан по фотографии.
| № | Рисунок марки             | Каталог СССР (№ ЦФА)                                                                                                 | Каталог «Скотт» | Каталог «Михель» | Каталог «Стэнли Гиббонс»                    | Каталог «Ивер и Телье»                  |
| - | ------------------------- | --- | --- | --- | ------------------------------------------- | --------------------------------------- |
| 1 | Уильям Сароян. Марка СССР | Портрет известного американского писателя, родившегося в семье армянских эмигрантов, Уильяма Сарояна. Номинал «1 р.» | Уильям Сароян (1908—1981), американский писатель (англ. William Saroyan (1908-1981), American writer). Номинал «1r» | У. Сароян (1908—1981), американский писатель армянского происхождения (нем. W. Saroyan (1908–1981), amerikanischer Sriftsteller armenischer Abstammung). Номинал «1 R» | У. Сароян (англ. W. Saroyan). Номинал «1r.» | Портрет (фр. Portrait). Номинал «1 r.»  |
| 2 | Уильям Сароян. Марка США  | — | Уильям Сароян (1908—1981), писатель (англ. William Saroyan (1908-1981), author). Номинал «29c»                      | Уильям Сароян (1908—1981), писатель, лауреат Пулитцеровской премии (нем. William Saroyan (1908–1981), Sriftsteller, Pulitzer-Preisträger). Номинал «29 (C)»            | Сароян (англ. Saroyan). Номинал «29c.»      | Портрет (фр. Portrait). Номинал «29 c.» |

## Описание марок
Паспорт серии почтовых марок, то есть такое её описание, по которому можно определить, принадлежит ли конкретная марка совместному выпуску, состоит из содержания и шаблона.
1. Содержание совместного выпуска. Содержание совместного выпуска определяется памятным текстом на марке: «Уильям Сароян», “William Saroyan”.
2. Шаблон совместного выпуска. Шаблон совместного выпуска определяет характерные черты формы марок серии и их рисунка, отличающие их от остальных марок. Марки с одинаковым рисунком разных стран отличаются текстом, зубцовкой и немного размерами.
1) Формат марок. Марки прямоугольные горизонтального формата с отношением сторон 8 : 5 и размерами:
- СССР: марки 39,5 × 25,0 мм;
- США: марки 40,0 × 25,0 мм.

2) Рисунок марок. На марках изображён портрет Уильяма Сарояна на красном фоне.
3) Номинал. Номинал марки 1 рубль для СССР и 29 центов (без значка центов) для США, который расположен в верхнем правом углу марки.
3. Технические характеристики марок.
1) Количество марок.  Совместный выпуск состоит из 2 перфорированных марок, 1 советской и 1 американской.
2) Тираж. СССР: 0,9 млн, США: 161 498 000.
3) Цвет. Все почтовые блоки многоцветные.
4) Бумага. СССР: мелованная, США: тегированная.
5) Печать. Советские марки — офсетная печать, американские марки — Фотогравюра.
6) Зубцовка. Советские марки — гребенчатая зубцовка 11¾:11¼, американские марки — линейная зубцовка 11.
7) Производство. СССР: Гознак, США: J. W. Fergusson & Sons for American Bank Note Company.
8) Листы. Марочные и соответственно типографские листы советских и американских марок средние:
- СССР: марочный лист 50 (5 × 10);
- США: типографский лист 200 (4 × 50 (5 × 10)).

9) Города штемпеля первого дня выпуска. СССР: Ереван, США: Фресно.